# Estubeny
Estubeny (en valencien et en castillan) est une commune d'Espagne de la province de Valence dans la Communauté valencienne. Elle est située dans la comarque de la Costera et dans la zone à prédominance linguistique valencienne.

## Géographie

Localisation d'Estubeny
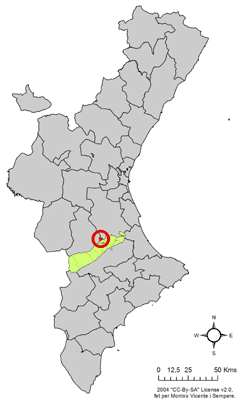
dans la Communauté valencienne.
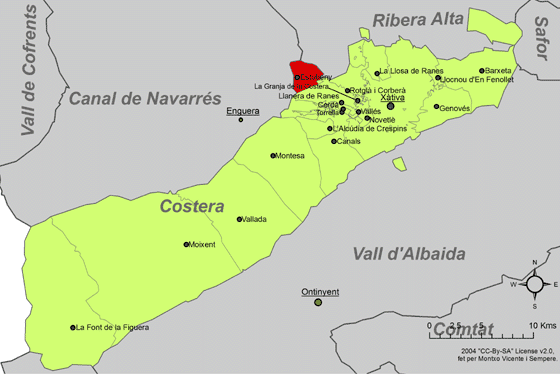
dans la comarque de la Costera.

### Localités limitrophes
Le territoire communal d'Estubeny est voisin de celui des communes suivantes :
Anna, Xàtiva, Llanera de Ranes et Sellent, toutes situées dans la province de Valence.

## Démographie
| 1990 | 1992 | 1994 | 1996 | 1998 | 2000 | 2002 | 2004 | 2005 |
| ---- | ---- | ---- | ---- | ---- | ---- | ---- | ---- | ---- |
| 161  | 137  | 137  | 141  | 142  | 151  | 142  | 183  | 166  |

## Administration
Liste des maires, depuis les premières élections démocratiques.
| Législature | Nom du Maire              | Parti politique |
| ----------- | ------------------------- | --------------- |
| 1979-1983   | Vicente Camallonga Ferrer | PSPV-PSOE       |
| 1983-1987   | Vicente Camallonga Ferrer | PSPV-PSOE       |
| 1987-1991   | Vicente Camallonga Ferrer | PSPV-PSOE       |
| 1991-1995   | Vicente Camallonga Ferrer | PSPV-PSOE       |
| 1995-1999   | Vicente Camallonga Ferrer | PP              |
| 1999-2003   | Vicente Camallonga Ferrer | PP              |
| 2003-2007   | Ramón Simón Pérez         | PP              |
| 2007-2011   | Ramón Simón Pérez         | PSPV-PSOE       |
| 2011-2015   | Fernando Frigols Jordá    | PP              |
| 2015-2019   | Ramón Blanquer Bono       | PP              |
| 2019-       | Rafael Durán González     | PP              |

### Sources
- (es) Cet article est partiellement ou en totalité issu de l’article de Wikipédia en espagnol intitulé « Estubeny » (voir la liste des auteurs).